# 窪田哲也
窪田 哲也（くぼた てつや、1965年11月2日 - ）は、日本の政治家。公明党所属の参議院議員（1期）。公明党組織委員会遊説局次長、公明党参議院国会対策副委員長、公明党内閣副部会長、公明党外交副部会長、公明党沖縄方面副本部長、鹿児島県本部代表。

## 来歴
愛媛県松山市出身。明治大学法学部卒業後、公明新聞九州支局長、公明党団体局次長、同離島振興対策本部事務局次長、同九州方面本部広宣局長を務めた。
2013年7月の第23回参議院議員通常選挙に公明党公認で比例区から立候補したが落選。
2021年10月の第49回衆議院議員総選挙に公明党公認で比例九州ブロック単独5位で立候補したが、公明党の獲得議席が4議席だったため次点で落選。
2022年7月、第26回参議院議員通常選挙に公明党公認で比例区から立候補し、初当選。

## 人物
農林業を営む両親の長男として愛媛で生まれる。小学5年生から柔道を始め、中学で初段、高校で二段を取得。中学・高校では生徒会長を務める。高校卒業後、明治大学法学部へ進学。学生時代は、新聞奨学生として働いていた。
大学卒業後、公明新聞へ入社。心に強く残っている取材は、雲仙・普賢岳の火山災害や長崎の被爆体験、沖縄の基地問題。32年間記者として働いた後、2022年7月、第26回参議院議員通常選挙に公明党公認で比例区から立候補し初当選。
公明新聞記者時代、沖縄のアメラジアンの課題について取材をしたことがある。沖縄県にあるアメラジアンのための学校関係者からの要望に応じたものだった。取材を踏まえ、アメラジアンの子どもたちが十分な教育を受けられない課題などについて公明新聞にて問題提起した。

## 政策
- 憲法改正について、「どちらかといえば改正しないほうがよい」[7]
- 日本とアメリカの関係強化について、「賛成」[7]
- 日本と中国の関係強化について、「どちらかといえば賛成」[7]
- 女性天皇について、「無回答」[7]

## 選挙歴
| 当落 | 選挙                     | 執行日         | 年齢 | 選挙区           | 政党   | 得票数     | 得票率 | 定数 | 得票順位 /候補者数 | 政党内比例順位 /政党当選者数 |
| ---- | ------------------------ | -------------- | ---- | ---------------- | ------ | ---------- | ------ | ---- | ------------------ | ---------------------------- |
| 落   | 第23回参議院議員通常選挙 | 2013年07月21日 | 47   | 参議院比例区     | 公明党 | 1051票     | 0.01%  | 48   | 16/17              | 16/7                         |
| 落   | 第49回衆議院議員総選挙   | 2021年10月31日 | 55   | 比例九州ブロック | 公明党 | -票        | -      | 20   | /                  | 5/4                          |
| 当   | 第26回参議院議員通常選挙 | 2022年07月10日 | 56   | 参議院比例区     | 公明党 | 34万9359票 | 5.65%  | 50   | 4/17               | 4/6                          |